# Spellbound (pel·lícula de 2024)
Spellbound és una pel·lícula de comèdia musical d'animació estatunidenca del 2024 dirigida per Vicky Jenson a partir d'un guió de Julia Miranda i l'equip de guionistes de Lauren Hynek i Elizabeth Martin. Compta amb música composta per Alan Menken, que també va compondre les cançons amb el col·laborador i lletrista Glenn Slater. Produïda per Skydance Animation, la pel·lícula compta amb les veus originals de Rachel Zegler, John Lithgow, Jenifer Lewis, Tituss Burgess, Nathan Lane, Javier Bardem i Nicole Kidman. Ambientada al món de la màgia conegut com a Lumbria, la història segueix la princesa Ellian (Zegler) que ha de trencar l'encanteri que ha convertit els seus pares (Bardem i Kidman) en monstres i que ha dividit el seu regne en dos. S'ha subtitulat al català.
El projecte, titulat inicialment Split, es va anunciar el juliol de 2017, poc després que Skydance Animation es formés el març de 2017. Paramount Pictures en va programar la distribució per al 2019. Posteriorment, la pel·lícula va patir canvis, com ara les dates d'estrena, més tard Jenson es va anunciar com a director, i el títol de la pel·lícula va canviar a The Unbreakable Spell, abans d'arribar finalment al seu títol definitiu. La pel·lícula va ser adquirida per Apple TV+ el desembre de 2020, abans que Netflix es fes càrrec dels drets l'octubre de 2023. Gran part del repartiment de veu principal es va signar el juny de 2022, després del càsting de Zegler l'abril de 2022. La producció es va fer a distància durant la pandèmia de la COVID-19.
Spellbound es va publicar el 22 de novembre de 2024 a Netflix. La pel·lícula va rebre crítiques en diversos sentits.